# آبشار کواری
آبشار کواری  (به انگلیسی: Quarry Falls) آبشاری است که در همیلتون (انتاریو)، کانادا واقع شده و ارتفاع کلی ریزشگاه آن ۶ متر (۲۰ فوت) است.